# Pseudolaguvia spicula
Pseudolaguvia spicula är en fiskart som beskrevs av Ng och Lalramliana 2010. Pseudolaguvia spicula ingår i släktet Pseudolaguvia och familjen Erethistidae. Inga underarter finns listade i Catalogue of Life.